# قصبة (علم النبات)

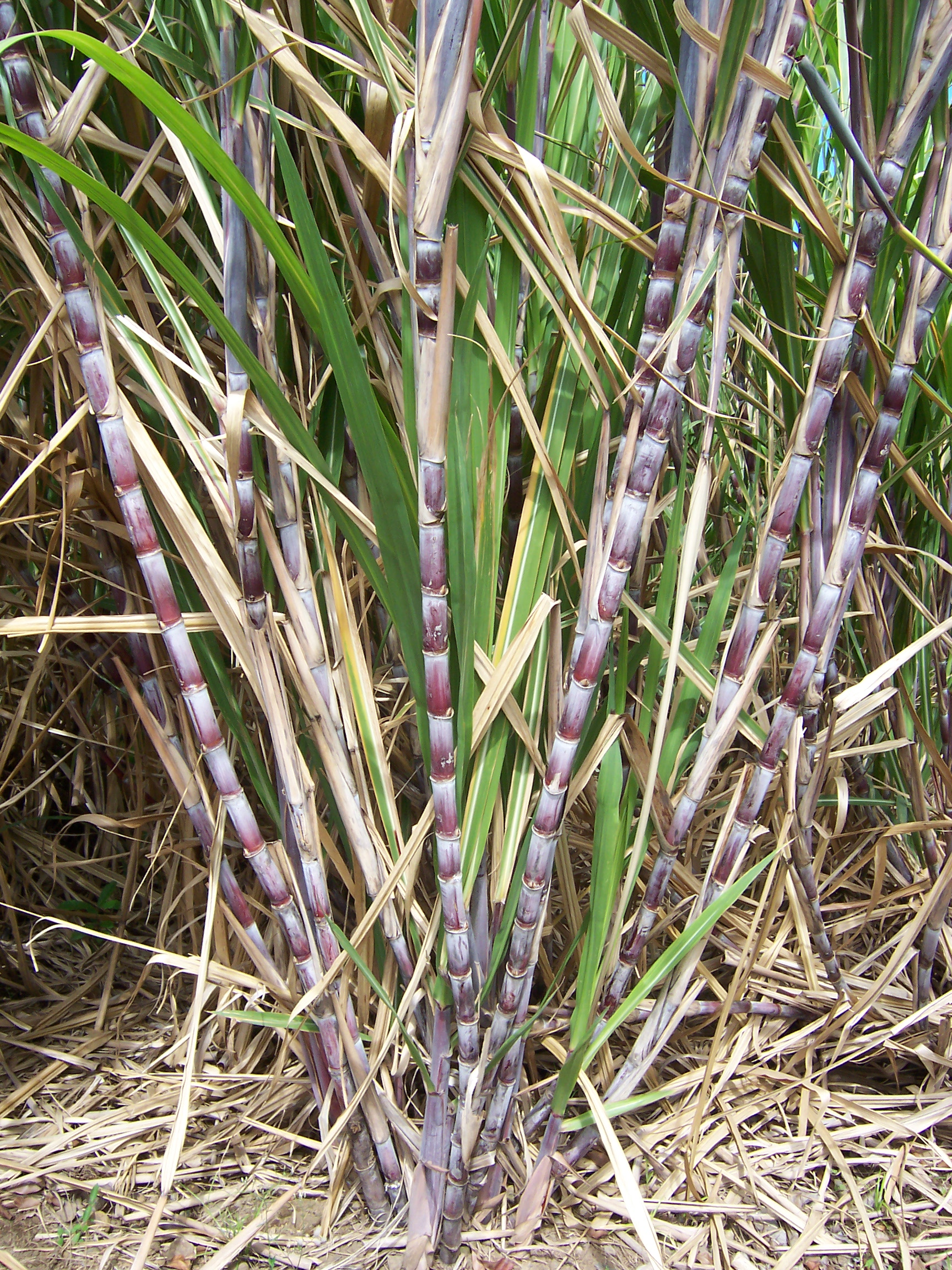
قصب السكر

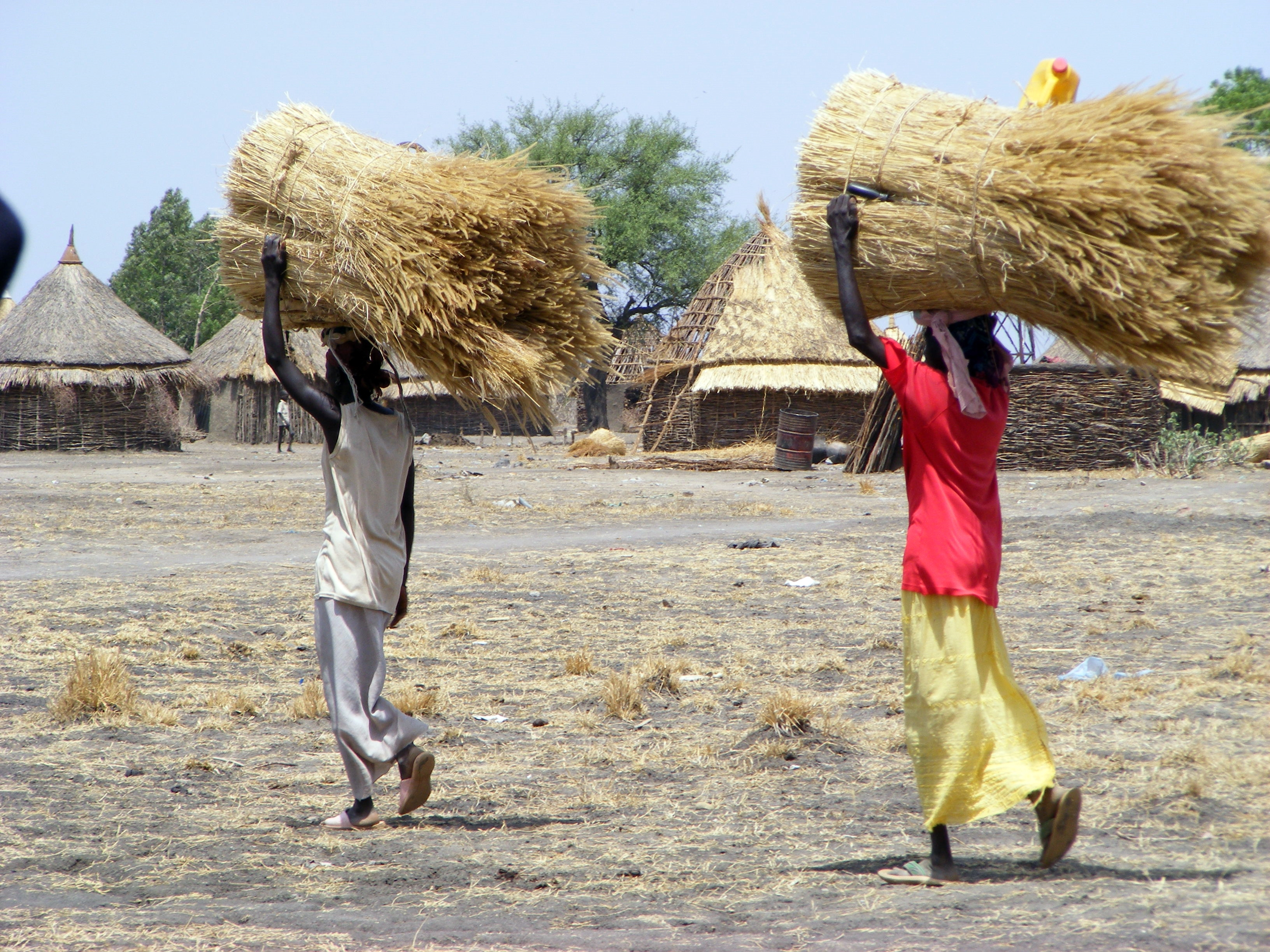
استخدم لبناء أسطح المباني في إثيوبيا

القَصَبَة هي الساق الهوائي (فوق سطح الأرض) من نباتات الفصيلة النجيلية أو السعدية. القصبة تعني في البستنة أو الزراعة السيقان أو السيقان الخشبية من الخيزران أو قصب السكر أو أعشاب الحبوب.